# 森曼 (印第安納州)
森曼（英語：Sunman）是一個位於美國印地安納州里普利縣的城鎮。

## 人口
根據2010年美國人口普查的數據，森曼的面積為3.03平方千米，當中陸地面積為3.03平方千米，而水域面積為0.00平方千米。當地共有人口1624人，而人口密度為每平方千米536人。